# Nadzikambia mlanjensis
Nadzikambia mlanjensis är en ödleart som beskrevs av  Donald G. Broadley 1965. Nadzikambia mlanjensis ingår i släktet Nadzikambia och familjen kameleonter. Inga underarter finns listade.
Arten förekommer endemisk vid Mount Mlanje (Sapitwa) i Malawi. Den lever mellan 1100 och 1900 meter över havet. Exemplaren vistas i skogar vid bergets östra och södra sida som troligtvis behöver vara ursprungliga. Honor lägger ägg.
Beståndet hotas av skogsröjningar, föroreningar och introducering av främmande växter. En liten del av regionen är skyddszon. IUCN listar arten som livskraftig (LC).